# Třída Nistar
Třída Nistar je třída popůrných lodí Indického námořnictva sloužících k provádění podmořských operací a zároveň jako záchranné lodě ponorek. Nesou různé specializované vybavení a zároveň slouží jako mateřské lodě pro indická hlubokomořská záchranná lavidla (DSRV). Celkem byly objednány dvě jednotky této třídy. Prototyp INS Nistar (A16) byl do služby přijat v roce 2025. Je prvním plavidlem této kategorie vyvinutým a postaveným indickými loděnicemi.

## Stavba
Roku 2016 Indické námořnictvo objednalo u britské společnosti James Fisher Defence (JFD) dva hlubokomořské záchranné systémy SRS (Submarine Rescue System), obsahující mezi dalšími komponenty i dvě hlubokomořská záchranná plavidla (DSRV). První záchranná miniponorka byla do služby přijata 12. prosince 2018. Dočasným nosičem záchranné miniponorky se stala indická pomocná loď SCI Sabarmati.
V září 2018 byla u indické loděnice Hindustan Shipyard Limited (HSL) ve Višákhapatnamu objednána stavba dvou mateřských lodí schopných provozu DSRV. Dle výrobce mají plavidla z 80 % indický původ. Obě plavidla byla na vodu spuštěna 22. září 2022. Prototypová jednotka byla do služby přijata 18. července 2025. Operovat bude ze základny ve Višákhapatnamu, v této lokalitě je i INS Varsha, domovská základna indických jaderných ponorek třídy Arihant.
Jednotky třídy Nistar:
| Jméno            | Založení kýlu     | Spuštěna      | Vstup do služby   | Status  |
| ---------------- | ----------------- | ------------- | ----------------- | ------- |
| INS Nistar (A16) | 28. prosince 2019 | 22. září 2022 | 18. července 2025 | aktivní |
| INS Nipun (A17)  | 23. března 2020   | 22. září 2022 |                   |         |

## Konstrukce

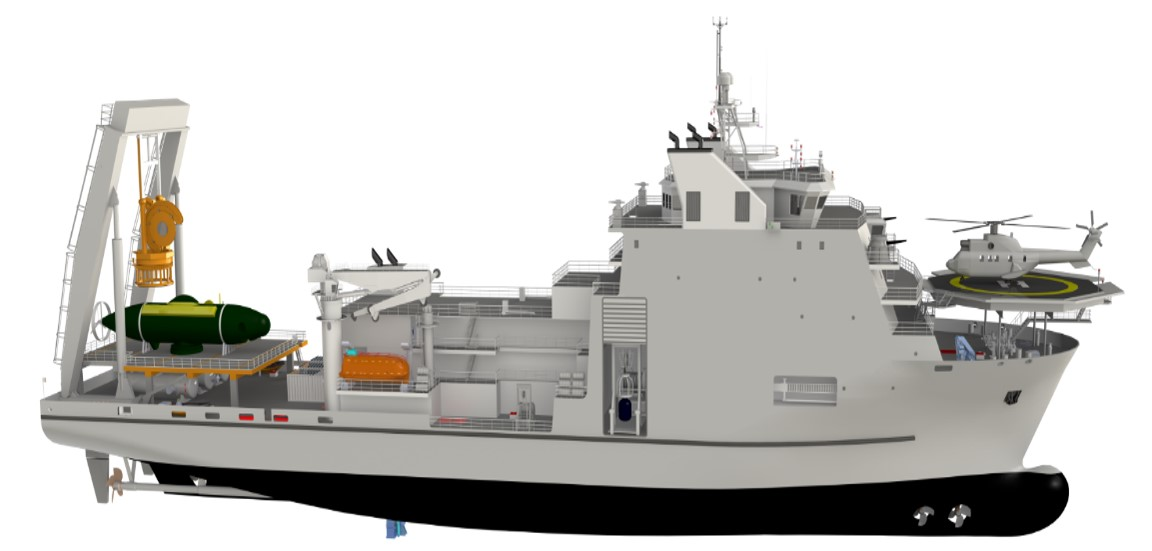
Model plavidla třídy Nistar

Plavidlo nese rozličné vybavení pro provádění podmořských operací. Například to jsou dálkově ovládané podmořské prostředky, potápěčský zvon, přetlaková komora a hlubokomořské záchranné plavidlo (DSRV), které je součástí roku 2016 objednaného hlubokomořského záchranného systému SRS (Submarine Rescue System). Pro manipulaci se speciálním vybavením slouží jeřáb s nosností patnáct tun. Nad přídí je umístěna přistávací plocha pro vrtulník. Pohonný systém tvoří dva diesely pohánějící dva lodní šrouby. Manévrovací schopnosti plavidla zlepšují příďová dokormidlovací zařízení a zatahovací pod pod trupem. Plavidlo není vybaveno hangárem pro jeho uložení. Cestovní rychlost je 14 uzlů. Plavidlo může být na moři šedesát dnů.